# Ellis Peters
Ellis Peters, pseudoniem van Edith Mary Pargeter (Horsehay, 28 september 1913 – Madeley, 14 oktober 1995), was een Britse schrijfster.

## Biografie
Pargeter schreef boeken op velerlei terreinen, met name historische romans. Ze is waarschijnlijk het bekendst om haar middeleeuwse en moderne detectiveverhalen. Haar eigen voorkeur ging echter uit naar The Heaven Tree Trilogy, in het Nederlands verschenen als De hemelboom, in de vertaling van Pieter Janssens.
Ze werd geboren in Horsehay, gelegen in het Engelse graafschap Shropshire. Ze had Welshe voorouders en dat verklaart misschien waarom veel van haar korte verhalen en boeken zich in Wales en de grensstreek afspelen of Welshe personages hebben. Tijdens de Tweede Wereldoorlog had ze een administratieve functie bij de Women's Royal Navy Service - de roemruchte ‘Wrens' - waarvoor ze werd onderscheiden met de British Empire Medal.
In 1947 bracht ze een bezoek aan het toenmalige Tsjecho-Slowakije en werd verliefd op de Tsjechische taal en cultuur. Ze leerde vloeiend Tsjechisch spreken en vertaalde Tsjechische gedichten en verhalen, waarvan er verschillende bekroond werden.
Ze schreef onder verscheidene pseudoniemen. Het pseudoniem Ellis Peters, gebaseerd op de naam van haar broer Ellis en haar Tsjechische vriendin Petra, reserveerde ze voor haar hedendaagse politieromans rondom inspecteur Felse en diens zoon Dominic, en voor de middeleeuwse speurdersromans met broeder Cadfael (spreek uit: Ked-vajel) als hoofdpersoon en schout Hugh Beringar als zijn 'assistent'. Deze kronieken richtten de internationale aandacht op de stad Shrewsbury. Voor de toeristen werd in 1994 zelfs de (inmiddels weer gesloten) Shrewsbury Quest ingericht, met de abdij van Shrewsbury als middelpunt van de georganiseerde speurtochten.
Ellis Peters stierf in 1995 op 82-jarige leeftijd in Madeley, waar ze het grootste deel van haar leven had doorgebracht, kort na de voltooiing van haar twintigste Cadfael-kroniek, Brother Cadfael’s Penance (De verloren zoon).

## Onderscheidingen en prijzen
Ellis Peters/Edith Pargeter kreeg oeuvreprijzen toegekend van de Britse Crime Writers' Association (Cartier Diamond Dagger) en van de Mystery Writers of America. Ze werd onderscheiden met de benoeming tot Officier in de Orde van het Britse Rijk en ontving de British Empire Medal. Ze kreeg een eredoctoraat aan de universiteit van Birmingham en de gouden medaille van het Tsjechisch Genootschap voor Buitenlandse Betrekkingen. In Shrewsbury Abbey, waar haar Cadfael-verhalen zich afspelen, is een gedenkteken voor haar opgericht in de vorm van een glas-in-loodraam.

### Als Edith Pargeter

#### Jim Benison Trilogy
- The Eighth Champion of Christendom (1945)
- Reluctant Odyssey (1946)
- Warfare Accomplished (1947)

#### The Heaven Tree Trilogy (De hemelboom, vertaling Pieter Janssens).[4][5]
- The Heaven Tree (1960)
- The Green Branch (1962)
- The Scarlet Seed (1963)

#### The Brothers of Gwynedd Quartet
Vier boeken over Llywelyn Ein Llyw Olaf, prins Llewelyn de Laatste van Wales
- Sunrise in the West (1974)
- The Dragon at Noonday (1975)
- The Hounds of Sunset (1976)
- Afterglow and Nightfall (1977)

#### Brambleridge Tales
- Late Apple Harvest, Everywoman's oktober 1938
- Poppy Juice, Everywoman's november 1938
- Christmas Roses, Everywoman's december 1938
- Under the Big Top, Everywoman's januari 1939
- Meet of the Clear Water Hunt, Everywoman's februari 1939
- Lambs in the Meadow, Everywoman's maart 1939
- April Foolishness, Everywoman's april 1939
- Happy Ending, Everywoman's mei 1939

#### Andere
- Mightiest in the Mightiest, Everywoman's maart 1936
- Ere I Forget Thee, Everywoman's  juli 1936
- Coronation Stairs, Everywoman's, maart 1937
- Santa Claus Would Understand, Everywoman's december 1937
- Wrong Turning, Everywoman's april 1938
- Forty-Eight Hours Leave, Everywoman's december 1939

#### Buiten series
- Hortensius, Friend of Nero (1936)
- Iron-Bound (1936)
- The City Lies Four-Square (1939)
- Ordinary People (1941)
- She Goes to War (1942)
- The Fair Young Phoenix (1948)
- By Firelight (1948)
- The Coast of Bohemia (1950)
- Lost Children (1951)
- Holiday With Violence (1952)
- Most Loving Mere Folly (1953)
- The Rough Magic (1953)
- The Soldier at the Door (1954)
- A Means of Grace (1956)
- The Assize of the Dying (1958) (verfilmd als The Spaniard's Curse)
- A Bloody Field by Shrewsbury (1972)
- The Marriage of Meggotta (1979)

### Als Ellis Peters

#### George Felse[6]
Alle George Felse-verhalen zijn verschenen bij De Boekerij.
- Fallen into the Pit (1951) (Insp. Felse en de dode man; vert. Els Franci-Ekeler; oorspronkelijk verschenen onder haar eigen naam)
- Death and the Joyful Woman (1961); bekroond met een Edgar Award (Insp. Felse en de mooie vrouw; vert. Els Franci-Ekeler; verfilmd door Alfred Hitchcock)
- Flight of a Witch (1964) (Insp. Felse en het verdwenen meisje; vert. Els Franci-Ekeler) (eerder verschenen als De verliefde heks, vert. E.A. Moen)
- A Nice Derangement of Epitaphs (1965) (Insp. Felse en het zwijgende graf; vert. Els Franci-Ekeler)
- The Piper on the Mountain (1966) (Dominic Felse en de verre reis; vert. Els Franci-Ekeler)
- Black is the Colour of my True Love's Heart (1967) (Dominic Felse en het zwarte hart; vert. Pieter Janssens[7]
- The Grass-Widow's Tale (1968) (Insp. Felse en de groene weduwe; vert. Els Franci-Ekeler)
- The House of Green Turf (1969) (Insp. Felse en de levende dode; vert. Els Franci-Ekeler)
- Mourning Raga (1969) (Dominic Felse en de oosterse schone; vert. Els Franci-Ekeler)
- The Knocker on Death's Door (1970) (Insp. Felse en de vreemde klopper; vert. Els Franci-Ekeler)
- Death to the Landlords! (1972) (Dominic Felse en de onderste steen; vert. Ingrid Klijnveld)
- City of Gold and Shadows (1973) (Insp. Felse en de oude stad; vert. Els Franci-Ekeler)
- Rainbow's End (1978) (Het bittere einde; vert. Frans Elsink)

#### Diverse
- The purple children[8]
- The Duchess and the Doll, kort verhaal(1950) (De hertogin; vert. Pieter Janssens)[9]
- Death Mask (1959) (Het masker van de dood; vert. C.H. Schaap)
- The Will and the Deed (1960)
- Funeral of Figaro (1962) (De dood van een bariton; vert. H. Heldring)
- The Horn of Roland (1974)
- Never Pick Up Hitchhikers! (1976)
- The Frustration Dream (1993) (De frustratie-droom; vert. Rob Van Moppes)[10]
- The Trinity Cat (2006) Een postume verhalenbundel onder redactie van Martin Edwards en Sue Feder

### Als John Redfern
- The Victim Needs a Nurse (c.1940)

### Als Jolyon Carr
- Murder in the Dispensary (1938)
- Freedom for Two (1939)
- Masters of the Parachute Mail (1940)
- Death Comes by Post (1940)

### Als Peter Benedict
- Day Star (1937)

- Bibsys: 90149701
- Biblioteca Nacional de España: XX899367
- Bibliothèque nationale de France: cb11919363z (data)
- Catàleg d'autoritats de noms i títols de Catalunya: 981058516360106706
- CiNii: DA0497214X
- Gemeinsame Normdatei: 106833309X
- International Standard Name Identifier: 0000 0001 0804 7231
- Library of Congress Control Number: n79100861
- Nationale Bibliotheek van Letland: 000035157
- MusicBrainz: 7b0a5eff-0f69-4e65-b12c-d7994821ae97
- Bibliotheek van het Japanse parlement: 00452591
- Nationale Bibliotheek van Tsjechië: jn19981001942
- Nationale bibliotheek van Australië: 36037041
- Nationale Bibliotheek van Israël: 987007266192105171
- Nationale Bibliotheek van Polen: a0000001151245
- Nederlandse Thesaurus van Auteursnamen: 072656875
- Istituto Centrale per il Catalogo Unico: CFIV111848
- Système universitaire de documentation: 027068005
- Trove: 1196080
- Virtual International Authority File: 46765744
- WorldCat: E39PCjwTtFkvghFq7Vx4rvgyv3